# Carolina Tronconi
Carolina Tronconi (* 22. Mai 1913 in Pavia; † 11. Februar 2008 ebenda) war eine italienische Turnerin.

## Erfolge
Carolina Tronconi nahm 1928 an den Olympischen Spielen in Amsterdam teil und gehörte bei diesen zur italienischen Turnriege im Mannschaftsmehrkampf, bei dem insgesamt fünf Mannschaften antraten. Der Sportlehrer Gino Grevi wurde damit beauftragt, für die Spiele eine Mannschaft zu formen, woraufhin er die besten Turnerinnen in seiner Heimat Pavia zusammensuchte, die sodann die Società Ginnastica Pavese bildeten. Das Durchschnittsalter der Italienerinnen war außergewöhnlich niedrig, neun der zwölf Turnerinnen waren unter 15 Jahre alt. Die älteste Turnerin der Mannschaft, Lavinia Gianoni, war 17 Jahre und 190 Tage alt, während Luigina Giavotti mit 11 Jahren und 300 Tagen die jüngste Teilnehmerin in der Geschichte der Olympischen Sommerspiele war. Tronconi selbst war 15 Jahre und drei Monate alt zum Zeitpunkt der Spiele. 
Den Wettkampf schlossen die Italienerinnen mit 289 Punkten auf dem zweiten Platz ab, hinter den siegreichen Niederländerinnen, die mit 316,75 Punkten Olympiasiegerinnen wurden, und vor den mit 258,25 Punkten drittplatzierten Britinnen. Tronconi erhielt somit zusammen mit Bianca Ambrosetti, Lavinia Gianoni, Luigina Giavotti, Virginia Giorgi, Germana Malabarba, Carla Marangoni, Luigina Perversi, Diana Pizzavini, Anna Luisa Tanzini, Ines Vercesi und Rita Vittadini die Silbermedaille.